# علاء منجم
علاءالدین علیشاه بن محمد بن قاسم خوارزمی بخاری معروف به علاء منجم شاعر، موسیقی‌دان، ریاضی‌دان و منجم ایرانی بود که در قرن هفتم هجری می‌زیست.

## آثار
آثار علاء منجم عبارتند از:
- احکام العوام
- اشجار و اثمار
- المعده الخاقانیه
- مختصر زیج ایلخانی
- زیج عمده